# Isla Chañaral
Isla Chañaral är en ö i Chile.   Den ligger i regionen Región de Atacama, i den centrala delen av landet, 500 km norr om huvudstaden Santiago de Chile. Arean är 6,6 kvadratkilometer.
Terrängen på Isla Chañaral är platt. Öns högsta punkt är 152 meter över havet. Den sträcker sig 3,1 kilometer i nord-sydlig riktning, och 2,8 kilometer i öst-västlig riktning.